# Birgitte Winther
Birgitte Christine Winther, född 1751, död den 18 april 1809 i Köpenhamn, var en dansk operasångerska.
Som barn till läraren Peder Winther var hon en av de unga musiktalanger som anmälde sig till den första klassen i den nygrundade operaskolan 1773, där hon snart blev en av de bästa eleverna. Efter sin debut 1774 ansågs hon vara den bästa operasångerskan i Danmark tillsammans med Catharine Frydendahl och Caroline Müller. Som skådespelerska var hon inte berömd, men som sångerska ansågs hon oöverträffad i långa arior och medverkade inte bara på Det Kongelige Teater utan turnerade också på landsbygden, där hon medverkade i konserter. Hon pensionerade sig 1805.